# 신비한 별의 쌍둥이 공주의 등장인물 목록
신비한 별의 쌍둥이 공주의 등장인물을 정리한 페이지이다.
- ○표는 그 나라 왕족들이 수인족.

## 해님 나라
- 파인 :코지마 메구미 / 정유미

해님 나라의 쌍둥이 공주 중 한명으로, 먹을 것을 매우 좋아하며 프린세스 파티에서도 늘 음식을 따라가는 음식 애호가이다. 덜렁거리는 구석이 있지만 다정하고 남이 곤란한 상황에 처해있으면 해결하기 위해 노력한다. 활발한 성격이 강해 겉으로는 잘 나타나진 않지만 의외로 심약해 상처도 쉽게 받는다. 엉뚱한 상상을 해 레인과 푸모에게 종종 태클을 받을 때가 있다. 좋아하는 색은 분홍색, 좋아하는 꽃은 해바라기. 운동을 매우 잘 한다.
- 레인 :고토 유코 / 이지영

해님 나라 쌍둥이 중 언니로, 데코나 드레스를 무척이나 좋아한다. 소녀 감성이 풍부해 로맨스와 관련한 상상을 하기도. 보석 나라의 브라이트 왕자를 동경한다. 연약한 외모와 달리 용감하여 유령을 두려워하지 않는다. 인형마을 에피소드에서는 푸펫을 감싸기도 하는 등 때때로 행동력이 강하며 배려심이 깊은 성격이다. 좋아하는 색은 파란색, 좋아하는 꽃은 분홍튤립이다.
- 푸모 :코오로기 사토미 / 정선혜

프린세스 그레이스가 파인과 레인에게 보내준 수행요정. 항상 파인과 레인에게 시달리는 경우가 과반수지만 누구보다도 쌍둥이 공주를 생각하는 대인이다. 마지막화에서 사라질 뻔한 위기에 처하게 되나 다행이도 다시 돌아오게 된다.
- 트루스 :하타노 와타루 / 김기흥

해님나라의 국왕. 파인과 레인의 아버지이다. 자상하고 부드러운 성격의 전형적인 꽃미남. 23화에서 우연히 아내인 엘자에게 프로포즈 했었을 때의 이야기가 나오게 되자 볼에 홍조를 띄운다.
- 엘자 :카와스미 아야코 / 안영미

해님나라의 왕비. 파인과 레인의 어머니이다. 햇님나라의 어지신 왕비님. 데콜을 잘 만들며 파인과 레인에게 데콜메이커를 선물한다. 여담으로 상당한 미인이며 쌍둥이를 낳았음에도 불구하고 몸매가 굉장히 좋다.
- 그레이스 :미나구치 유코 / 이현진

옛날에 해님의 축복이 약해져 신비한 별이 멸망하려 할 위기에 빠졌을 때 별을 구한 전설의 공주님. 쌍둥이들에게 써니 루체와 힘을 준 좋은 사람이다.

## 보석 나라
- 브라이트 : 카키하라 테츠야 / 신용우

보석나라의 왕자. 자상하고 부드러운 성격을 지녔으며 레인의 짝사랑 상대이다. 언제나 사건이 일어나는 순간마다 자신은 아무 도움이 되지 못하는 것에 대해 고민하고 있을 당시 그만 어둠의 힘에 사로잡혀 신비한 별에 여러 소동을 일으키게 된다. 마지막에는 본래의 모습으로 되돌아오게 된다. 파인을 좋아했으나 후반부에서 마지막화에선 레인과 춤추게 된다.
- 아르테사 : 미즈하시 카오리 / 이용신

보석나라의 공주. 브라이트의 여동생이다. 오빠인 브라이트를 무척이나 신뢰하고 의지한다. 다소 프라이드가 세고 건방진 성격이기 때문인지 파인과 레인에게는 조금 부담스러운 존재. 브라이트가 어둠의 힘에 사로잡히자 쌍둥이 공주와 함께 여행길에 오른다.
- 아론 : 이호산

보석나라의 국왕. 엔지니어링에 능숙하다.
- 카멜리아 : 김보영

보석나라의 왕비. 권력 지향형 성격. 아르테사의 성격은 대부분 어머니로부터 유전된 것으로 보인다.

## 불꽃 나라○
- 리오네 : 후쿠엔 미사토 / 이소은

불꽃나라의 공주. 티오의 여동생이다. 부끄러움을 잘 타는 편이지만 댄스를 잘춘다. 파인과 레인의 도움으로 제1회 프린세스 파티에서 우승하고 이후 파인, 레인과 친한 친구 사이가 되었다.
- 티오 : 야마자키 바닐라(전기)→미조와키 시호미(후기) / 김현지

불꽃나라의 왕자. 리오네의 오빠이다.(다만, 키가 작아서 남동생으로 오해하기 쉽다.). 정의감이 강하다. 최유기에서 투신태자(호무라)가 사용하는 칼이나 이누야샤에서의 철쇄아와 비슷한 형태의 칼을 사용한다. 파인, 레인이 있는 곳이면 도와준다고 달려가지만 별 도움이 되지 못한다. 쉐이드를 사부님이라 부르며 함께 여행한다.
- 월 : 김영찬

불꽃나라의 국왕. 리오네와 티오의 아버지. 상황에 따라서는 화도 잘 낸다. 흥분하면 소리를 지른다
- 니나 : 이용신

불꽃나라의 왕비. 흥분을 잘하는 월 국왕을 옆에서 잘 타일러주는 인자한 성격이다.
- 호완

음식점 경영자. 2화에서 불꽃볶음밥을 만드는 데 필요한 향신료의 공급원인 화산의 활동이 중단돼 난처한 상황이었으나 파인과 레인의 도움으로 나무 열매에서 새로운 향신료를 찾아낸다.

## 달 나라
- 쉐이드 : 미나가와 쥰코 / 김나연

달나라의 왕자. 겉으로는 차가워보이지만 사실은 누구보다도 사려깊고 인정많은 성격이다. 평소에는 신비한 별에서 햇님의 축복이 사라진다는 것을 알고 로만(달나라 대신)의 음모를 밝혀내기 위해 이클립스로 변장하여 돌아다니다가 쌍둥이 공주에게 정체를 들키고 함께 여행길에 오르게 된다. 레인을 좋아했으나 마지막화에선 파인과 춤추게 된다
- 밀키 : 이현진

달나라의 공주. 쉐이드의 여동생이다. 식성이 좋아 음식을 잔뜩 먹어치우며 파인과 죽이 잘 맞는다. 밀키의 말을 알아들을 수 있는 것은 어머니인 문마리아 여왕과 오빠인 쉐이드, 햇님나라의 공주인 파인 뿐이다.
- 문마리아 : 김현심

달나라의 여왕. 쉐이드와 밀키의 어머니. 몸이 건강하지 못한 편인지 햇님의 축복이 약해지자 그만 쓰러져버리고 만다. 마지막에는 의식을 되찾고 건강한 모습으로 깨어난다.
- 로만 : 박만영

달나라의 대신. 프로미넌스를 훔쳐 신비한 별을 지배하려고 하나 실패한다.
- 라우와 얀 : 최지훈 / 김영찬

로만의 부하들. 로만으로부터 프로미넌스를 훔쳐오라는 명령을 받는다. 하지만 어쩐지 매일 불쌍해 보인다.

## 풍차 나라○
- 아우라 : 시모노 히로 / 최승훈

풍차나라의 왕자. 소피의 오빠이다. 뛰어난 노력파이며 매우 따뜻한 마음씨의 소유자. 아르테사를 짝사랑하고 있다.
- 소피 : 사토 리나 / 안영미

풍차나라의 공주. 아우라의 여동생이다. 노래를 잘 부르며 순진하면서 부드러운 성격의 소유자.
- 란다 : 박성태

풍차나라의 국왕. 소피와 아우라의 아버지. 약간 카리스마적이다.
- 엘레나 : 김현지

풍차나라의 왕비. 소피와 아우라의 어머니. 육아 문제로 고심한다.

## 물방울 나라○
- 미를로 : 스키가라 사치 / 김보영

물방울나라의 공주. 그림에는 재능이 돋보이지만 조금 소심한 성격. 자신의 의견을 잘 펴지 못하는데, 그는 지나치게 엄한 부모(어머니)의 영향도 있는 듯 하다. 신비한 별의 쌍둥이 공주에서 가장 연장자. 한때 귀족의 아들과의 혼담도 오갔다.
- 나를로 : 이소은

물방울나라의 왕자로 미를로와 나이차가 심하다. 달나라 공주인 밀키와 비슷한 나이.
- 야무르 : 안경진

물방울나라의 여왕. 미를로와 나를로의 어머니이다. 미를로나 나를로와 달리 완벽한 수인의 모습으로, 엄하고 원칙적이다.
- 펌프

물방울나라의 대공. 야무르 여왕의 남편이자 미를로와 나를로의 아버지이다. 그다지 존재가 돋보이지 않는다.

## 씨앗 나라○
(이 나라 왕족 및 백성들은 소인족(씨앗족)이다.)
- 씨앗나라 11명의 공주(고첼, 이쉘, 하니, 사야, 시욘, 로로아, 나샤, 니나, 큐어리, 쥴리아, 죠이나)

- 솔로 : 김현심

씨앗나라의 왕자. 11명의 공주의 남동생이다. 항상 막내라는 성격으로 누나들의 압박(?)을 받는다.
- 킹 : 박만영

씨앗나라의 국왕. 솔로와 11명의 공주의 아버지이다. 독불장군 기질.
- 플라워 : 이소은

씨앗나라의 왕비. 솔로와 11명의 공주의 어머니이다. 킹국왕의 독불장군 성격을 가라앉히고자 고심한다.

## 계통 불명
- 부모 : 류점희

푸모와 비슷하게 생긴 어둠의 요정. 브라이트를 악당으로 만들어 신비한 별 각지에서 행패를 부렸지만 나중에는 펄과 함께 신비한 별을 구하기 위해 파인과 레인을 돕기도 하였다.
- 반부

유명한 쿵푸 대가. 푸모가 한때 그의 밑에서 수행했었다.
- 나기뇨 : 박성태

야릇한 노래를 부르는 방랑 시인. 사람들에게 인기가 있다.